# Adam Sioui
Adam Carter Sioui (Toronto, 10 de mayo de 1982) es un deportista canadiense que compitió en natación, especialista en el estilo libre.
Ganó una medalla de bronce en el Campeonato Mundial de Natación en Piscina Corta de 2004, en la prueba de 4 × 100 m libre. Participó en los Juegos Olímpicos de Pekín 2008, ocupando el  lugar en la prueba de 4 × 200 m libre.

## Palmarés internacional
| Campeonato Mundial en Piscina Corta | Campeonato Mundial en Piscina Corta | Campeonato Mundial en Piscina Corta | Campeonato Mundial en Piscina Corta |
| Año                                 | Lugar                               | Medalla                             | Prueba                              |
| ----------------------------------- | ----------------------------------- | ----------------------------------- | ----------------------------------- |
| 2004                                | Indianápolis (Estados Unidos)       | Medalla de bronce                   | 4 × 100 m libre                     |